# Dragonfire

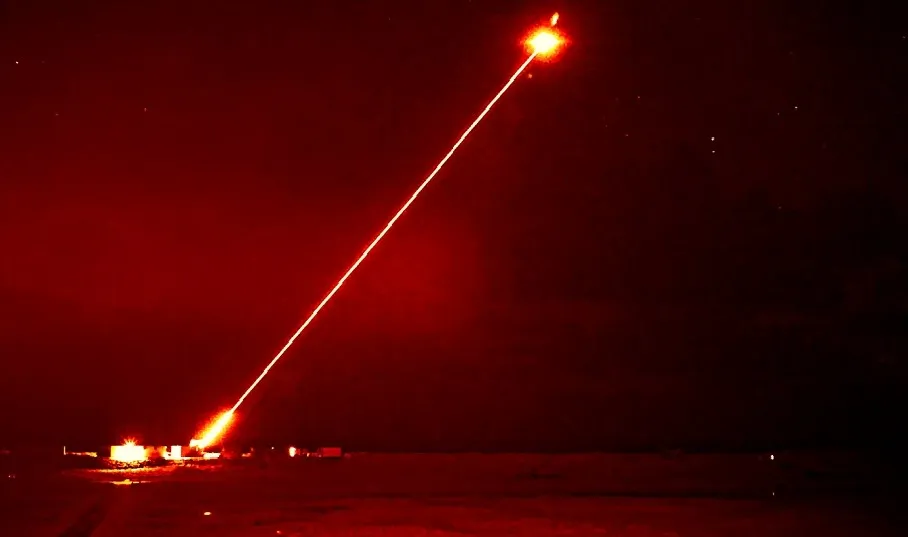
Test van het wapensysteem op de Buiten-Hebriden (2024)

Dragonfire is een Brits gericht energiewapensysteem, dat met een laser functioneert.

## Ontwikkeling
Het wapensysteem is ontwikkeld door het Britse ministerie van Defensie in samenwerking met particuliere firma's. De ontwikkeling werd oorspronkelijk geheim gehouden en de eerste demonstratie volgde op de DSEI in 2017. De eerste praktische oefeningen werden door de COVID-19-pandemie verhinderd, zodat pas in 2022 op de Buiten-Hebriden doelen in de lucht en ter zee uitgeprobeerd werden. In de daaropvolgende jaren werden diverse experimenten gedaan, onder andere tegen drones en mortiergranaten.

## Eigenschappen
De werking van de Dragonfire berust op een laserstraal die een doel op afstand met grote precisie kan beschadigen. Hiervoor is een digitaal richtsysteem ingebouwd, dat een doel met de grootte van een munt met zekerheid zou kunnen treffen. Het richtsysteem bestaat uit meerdere spiegels, die om drie verschillende assen en met hoge snelheid draaien, de zogenaamde fast steerings mirrors. Het richtsysteem maakte het fixeren van doelen mogelijk, terwijl deze doelen bewegen, terwijl het wapensysteem zelf beweegt en dat ook bij optische storingen tussen richtsysteem en doel.
De laser heeft een vermogen van 50 kW, bij zeer geringe gebruikskosten. De straal wordt over 37 kanalen geproduceerd, in combinatie met spiegels. In plaats van een accu of batterij wordt voor de opslag van de energie een vliegwiel gebruikt.

## Toekomstige militaire inzet
Naar de verwachting van de Britse regering zullen de eerste systemen vanaf 2027 inzetbaar zijn op Britse marineschepen. Op den duur is ook een inzet op straaljagers voorzien. In maart 2024 gaf een Oekraïense politicus, Oleksi Hontsjarenko, aan dat zijn land bereid was voor de eerste inzetten op het slagveld. De Britse minister van Defensie bevestigde dit plan een maand later.